# Graphium arycles
Spotted Jay (Graphium arycles), là một loài bướm ngày được tìm thấy ở đông bắc Ấn Độ. Các phụ loài của nó là loài được luật pháp Ấn Độ bảo bệ.

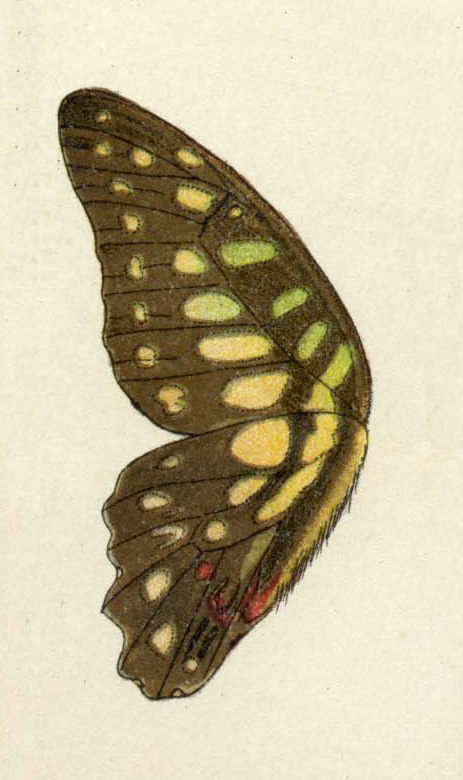
Underside